# Eva Hubinger
Eva Hubinger (* 3. Mai 1993) ist eine österreichische Nordische Kombiniererin.

## Werdegang
Hubinger, die für SC Erzbergland startet und in Eisenerz wohnt, gab ihr internationales Debüt als Skispringerin am 10. Februar 2018 in Rastbüchl im FIS Cup. Bei einem internationalen Wettkampf in der Nordischen Kombination startete sie erstmals am 18. August 2018 in Oberwiesenthal im Rahmen des Grand Prix. Nachdem sie am ersten Wettkampftag den neunten Rang belegt hatte, wurde sie tags darauf disqualifiziert. Anfang Januar 2019 debütierte Hubinger im Continental Cup, der in dieser Saison noch die höchste Wettkampfserie bei den Frauen darstellte. Beim Gundersen Einzel in Otepää gewann sie mit dem 20. Platz direkt ihre ersten Punkte. Ihr bestes Saisonergebnis war der vierzehnte Rang im norwegischen Rena. In der Gesamtwertung belegte sie den 33. Platz.
Im Sommer 2019 startete Hubinger erneut im Grand Prix. Dabei nahm sie auch am ersten Mixed-Team-Wettkampf teil, den sie gemeinsam mit Lukas Klapfer, Sigrun Kleinrath und Johannes Lamparter auf dem achten Rang abschloss. Bei den Einzelbewerben war ihr bestes Resultat der dreizehnte Platz in Klingenthal. Schließlich belegte sie den 18. Platz in der Gesamtwertung. In den Vorbereitungen auf die Saison 2019/20 zog sich Hubinger bei der Landung nach einem Trainingssprung eine schwere Knieverletzung zu und fiel somit für die folgenden beiden Winter aus. Im Mai 2021 absolvierte sie wieder ihre ersten Sprünge auf einer Mittelschanze. Dennoch wurde sie in der Kadereinteilung des österreichischen Skiverbandes für die Saison 2021/22 nicht berücksichtigt. Im Rahmen der Grand-Prix-Wettbewerbe Anfang September 2021 in Villach kehrte Hubinger zum internationalen Wettkampfgeschehen zurück. Am 17. Dezember 2021 debütierte sie in Ramsau am Dachstein im Weltcup. Nach der siebtbesten Sprungleistung verlor sie auf der Loipe einige Ränge und belegte letztlich den 17. Platz, womit sie auf Anhieb ihre ersten Weltcup-Punkte gewann.

## Statistik

### Grand-Prix-Platzierungen
| Saison | Platz | Punkte |
| ------ | ----- | ------ |
| 2018   | 11.   | 29     |
| 2019   | 18.   | 63     |
| 2021   | 26.   | 26     |

### Continental-Cup-Platzierungen
| Saison  | Platz | Punkte |
| ------- | ----- | ------ |
| 2018/19 | 33.   | 45     |